# Martorul acuzării (film)
Martorul acuzării (în engleză Witness for the Prosecution) este un film american, alb-negru, de crimă, de proces regizat de Billy Wilder după un scenariu de  Wilder și Harry Kurnitz bazat pe piesa de teatru omonimă din 1953 scrisă de Agatha Christie. În rolurile principale au interpretat actorii Tyrone Power, Marlene Dietrich, Charles Laughton și Elsa Lanchester. Filmul, cu elemente noir, are loc într-o sala de judecată a Coroanei Britanice, Old Bailey din Londra.

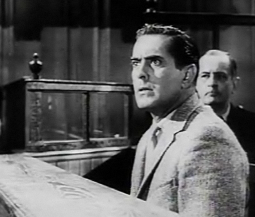

A fost produs de studiourile  Edward Small Productions și a avut o premieră limitată la 17 decembrie 1957 în SUA, fiind distribuit de United Artists. A avut premiera în Regatul Unit la 28 februarie 1958, la Londra. Coloana sonoră a fost compusă de Matty Malneck. Cheltuielile de producție s-au ridicat la 2 milioane de dolari americani și a avut încasări de 9 milioane de dolari americani.
Martorul acuzării a avut șase nominalizări la premiile Oscar: pentru cel mai bun regizor, cel mai bun film, cel mai bun actor, cea mai bună actriță în rol secundar, cel mai bun montaj și cel mai bun sunet. Pentru interpretarea sa din acest film, Elsa Lanchester a primit Premiul Globul de Aur pentru cea mai bună actriță în rol secundar. Filmul a apărut în lista din 2008 a Institutului American de Film cu cele mai bune zece filme dramatice care au loc în sala de judecată (locul 6).
Filmul a primit recenzii extrem de pozitive. Agatha Christie „l-a considerat personal cel mai bun film bazat pe scrierile sale”.

## Rezumat
Sir Wilfrid Robarts, un avocat notabil cu probleme de sănătate, îl ia de client pe Leonard Vole, în ciuda obiecțiilor asistentei sale private, domnișoara Plimsoll, care spune că medicul l-a avertizat împotriva asumării oricăror cazuri penale. Leonard este acuzat că a ucis-o pe Emily French, o văduvă bogată, mai în vârstă, care se îndrăgostise de el, care a mers atât de departe încât l-a făcut principalul beneficiar al testamentului ei. Dovezi circumstanțiale puternice îl indică pe Leonard ca ucigașul lui Emily French, dar Sir Wilfrid crede că Vole este nevinovat.
Când Sir Wilfrid vorbește cu soția germană a lui Leonard, Christine, el o găsește destul de rece și stăpână pe sine, dar ea îi oferă un alibi, deși în niciun caz unul complet convingător. Prin urmare, el este foarte surprins când, la sfârșitul procesului, ea este chemată ca martor de către procuror. În timp ce o soție nu poate fi obligată să depună mărturie împotriva soțului ei, Christine era de fapt încă căsătorită cu Otto Helm, un german aflat acum într-un azil de nebuni, atunci când s-a căsătorit cu Leonard (care era în Royal Air Force și făcea parte din forțele de ocupație din Germania la acea vreme) și s-a căsătorit cu ea pentru a o ajuta să scape din Germania. Ea mărturisește la tribunal că Leonard i-a spus că a ucis-o pe doamna French și că conștiința ei a forțat-o să spună în cele din urmă adevărul.
În timpul procesului din Old Bailey, Sir Wilfrid este sunat de o femeie misterioasă care, contra cost, îi oferă scrisori de dragoste scrise chiar de Christine unui misterios iubit pe nume Max. Scrisul de mână este autentic, iar femeia are motive legitime pentru a le preda - fața ei a fost însemnată și tăiată, de acest presupus „Max”. Afacerea pe care o descriu scrisorile și un paragraf care detaliază în special planul lui Max și Christine de a minți și de a scăpa de Leonard, convinge juriul că Christine a mințit în mod deliberat. Astfel, Leonard este achitat, spre bucuria mulțimii.
Cu toate acestea, Sir Wilfrid este tulburat de verdict. Instinctele sale îi spun că totul era „...prea îngrijit, prea ordonat și  prea simetric!” Intuiția sa se dovedește a fi corectă atunci când Christine, lăsată singură cu el întâmplător în sala de judecată, îl informează că el a avut un ajutor în câștigarea cazului. Sir Wilfrid îi spusese înainte de proces că „... niciun juriu nu ar crede un alibi dat de o soție iubitoare”. Așadar, în schimb, a depus mărturie împotriva soțul ei, a falsificat apoi scrisorile către inexistentul Max și s-a deghizat jucând-o pe misterioasa femeie care i-a predat scrisorile, discreditându-și propria mărturie și ducând la achitarea lui Leonard. În plus, recunoaște că l-a salvat pe acesta, deși știa că este vinovat, pentru că îl iubește.
Leonard a auzit vorbele lui Christine și îi confirmă cu bucurie lui Sir Wilfred că într-adevăr a ucis-o pe doamna French. Sir Wilfrid este înfuriat, dar neajutorat, nu mai poate să-l oprească acum, deoarece nu mai poate fi acuzat de un lucru pentru care a fost achitat. Christine suferă, de asemenea, un șoc major când află că Leonard a avut o aventură cu o femeie mai tânără și intenționează să o abandoneze pe Christine pentru ea. Într-o criză de furie și gelozie, Christine apucă un cuțit folosit mai devreme ca dovadă (și evidențiat subtil prin reflexia de lumină a monoclului lui Sir Wilfrid) și îl înjunghie mortal pe Leonard. După ce ea este luată de poliție, Sir Wilfrid, îndemnat de domnișoara Plimsoll, declară că va fi avocatul apărării lui Christine.

## Distribuție
Au interpretat actorii:
- Tyrone Power - Leonard Vole, acuzatul
- Marlene Dietrich - Christine Vole / Helm, soția acuzatului
- Charles Laughton - Sir Wilfrid Robarts Q.C., consilier principal al lui Vole
- Elsa Lanchester - Domnișoara Plimsoll, asistenta privată a lui Sir Wilfrid
- John Williams - Domnul Brogan-Moore, avocatul junior al lui Sir Wilfrid în proces
- Henry Daniell - Domnul Mayhew, avocatul lui Vole care îl instruiește pe Sir Wilfrid cu privire la caz
- Ian Wolfe - H. A. Carter, funcționarul șef și directorul de birou al lui Sir Wilfrid
- Torin Thatcher - Domnul Myers Q.C., procurorul coroanei
- Norma Varden - Doamna Emily Jane French, femeia în vârstă care a fost ucisă
- Una O'Connor - Janet McKenzie, menajera doamnei French și martor al acuzării
- Francis Compton - domnul judecător Wainwright
- Philip Tonge - Inspectorul șef Hearne, ofițerul care îl arestează pe Vole
- Ruta Lee - Diana, o tânără care urmărește procesul, și așteaptă ca Leonard să fie eliberat

În alte roluri
- Patrick Aherne - ofițerul curții
- Eddie Baker - un spectator în sala de judecată
- Marjorie Eaton - Miss O'Brien
- Franklyn Farnum - un vechi avocat
- Bess Flowers - un spectator în sala de judecată
- Colin Kenny - un jurat
- Ottola Nesmith - Domnișoara Johnson
- J. Pat O'Malley - vânzătorul de pantaloni scurți
- Jack Raine - medicul lui Sir Wilfrid
- Ben Wright - grefier (ofițerul care citește acuzațiile)

A fost ultimul film al lui Power. El a murit de un atac de cord după o lungă secvență de duel la două treimi din filmarea peliculei Solomon și regina din Saba (r. King Vidor, 1959) și a fost înlocuit de Yul Brynner.
În viața reală, Elsa Lanchester a fost soția lui Charles Laughton.
Una O'Connor a fost singurul membru al distribuției originale al piesei de pe Broadway care și-a reluat rolul în film. A fost și ultimul ei film; ea s-a retras din actorie după finalizarea acestuia.